# 63307 Barbarawilson
63307 Barbarawilson è un asteroide della fascia principale. Scoperto nel 2001, presenta un'orbita caratterizzata da un semiasse maggiore pari a 2,3487548 au e da un'eccentricità di 0,0705108, inclinata di 5,32772° rispetto all'eclittica.